# Wielki Jemen
Wielki Jemen (arab. اليمن الكبرى) - termin geograficzny oznaczający obecne terytorium Republiki Jemenu, jak również saudyjskie prowincje Asir, Nadżran, Dżazan, nizinę Tihama, niektóre wyspy na Morzu Czerwonym oraz część omańskiego muhafazatu Zufar.
Wielki Jemen to również termin polityczny oznaczający dążenie irredenty na tym terenie, czyli zjednoczenia go w jedno państwo. Obszar ten był już w dużej części zjednoczony. Od XIII w. do XV w. rządziła nim dynastia Rasulidów, a na przełomie XVII w. i XVIII w. rządzili nim Zajdyci.
W XX w. Imam Jahja, władca Królestwa Jemenu pragnął zrealizować te aspiracje, ale udało mu się zjednoczyć jedynie Górny i Dolny Jemen Marib i Dolną Tihama. Po wojnie saudyjsko-jemeńskiej musiał uznać kontrolę Arabii Saudyjskiej nad Asir i nie był w stanie wyprzeć Brytyjczyków z Protektoratu Adeńskiego i Hadramautu. W 1990 roku powstała Republika Jemenu. Obejmuje ona większość Wielkiego Jemenu i jest państwem zjednoczonym po prawie dwustu latach.